# Vivica Genaux
Pour les articles homonymes, voir Genaux.
Vivica Genaux (vi.vi.ka ʒe.no) est une cantatrice américaine, mezzo-soprano, née le 10 juillet 1969 à Fairbanks (Alaska).

## Biographie
Vivica Genaux est née le 10 juillet 1969 à Fairbanks. Son père, américain, enseignait la biochimie à l'université d'Alaska, sa mère d'origine suisse-allemande, mais née à Mexico, était professeur de langues.
Vivica Genaux est la benjamine d'une famille de trois sœurs. D'une famille de mélomanes, Vivica Genaux étudia la musique en parallèle à des études scientifiques. Elle s'orientait vers une carrière de généticienne et elle avoue elle-même avoir détesté l'opéra toute sa jeunesse.
Vivica Genaux fut formée par Nicola Rossi-Lemeni et Virginia Zeani à l'université de l'Indiana à Bloomington et étudia également avec Claudia Pinza (la fille de la basse Ezio Pinza). Elle commença sa carrière professionnelle par l'interprétation de personnages de Rossini : Rosine dans Le Barbier de Séville, Isabelle dans L'Italienne à Alger, Angelina dans La Cenerentola. Elle a interprété ces rôles plus de deux cents fois dans la plupart des opéras américains importants : le Met de New York, San Francisco, Dallas, Seattle, San Diego et Pittsburgh. Mais hors de son pays d'origine, elle les a également chantés à Paris (elle parle d'ailleurs couramment le français), Vienne, Berlin, Amsterdam, Dresde, Munich, Montréal, Tel Aviv, Vérone, Santiago du Chili et Perth.

## Renommée
Elle s'est illustrée notamment par ses interprétations dans des opéras de Gioachino Rossini comme Le Barbier de Séville au Metropolitan Opera de New York, L'Italienne à Alger à l'Opéra de Paris et La Cenerentola à l'Opéra de Dallas.

## Répertoire
Son interprétation d'Arminio de Haendel fut son premier rôle du répertoire baroque, dans lequel elle a chanté vingt-huit rôles (dont vingt masculins).
Ses prestations les plus remarquables furent : à Bruxelles à La Monnaie et à Paris au Théâtre des Champs-Élysées dans Marc-Antoine et Cléopâtre de Johann Adolph Hasse, dirigé par René Jacobs ; la reprise de l'oratorio d'Alessandro Scarlatti La Sainte Trinité à Paris, Palerme et Lyon, marqua sa première collaboration avec Fabio Biondi et sa formation l'Europa Galante ; Orphée et Eurydice de Christoph Willibald Gluck à l'opéra de Los Angeles ; un récital au Carnegie Hall de New York ; Alcina de Haendel à l'Opéra de Paris ; un concert-récital Arias for Farinelli avec René Jacobs au Deutsche Staatsoper de Berlin ; Ein Sommernachtstraum de Mendelssohn à Paris et Hong Kong avec Kurt Masur et l'Orchestre National de France ; Rinaldo de Haendel à Montpellier et Innsbruck ; Urbain dans Les Huguenots pour l'inauguration du nouvel opéra de Bilbao ; Hassem dans Alahor in Granata de Donizetti à Séville, Carmen à l'Opéra de Rouen...

## Récompense
- 1997 Prix ARIA
- 1999 Artiste de l'année au Festival de musique de Dresde

## Discographie
- 1998 : Rossiniana, enregistrement public de 1997, avec Juan Diego Florez, Nicola Ulvieri et l'Orchestre symphonique Giuseppe-Verdi de Milan dirigé par Manlio Benzi. Extraits du Barbier de Séville, de L'Italienne à Alger, de La Cenerentola...
- 1999 : Alahor in Granata (rôle de Muley Hassem) de Donizetti, avec Patrizia Pace, Soraya Chaves, Juan Diego Florez, Simone Alaimo, Rubén Amoretti et l'Orchestre de Grenade accompagné des chœurs du théâtre de la Maestranza, dirigé par Josep Pons. Premier enregistrement de l'œuvre.
- 1999 : An Evening of Arias and Songs, avec le pianiste Martin Dubé. Contient : La Regatta Veneziana, Ariette Espagnole, Giovanna d’Arco et des extraits de L'Italienne à Alger, L’Assedio di Corinto, La Donna del lago.
- 2001 : Arminio (rôle-titre) de Haendel, avec Geraldine McGreevy, Dominique Labelle, Manuela Custer, Luigi Petroni, Sytse Buwalda, Riccardo Ristori et Il Complesso Barocco, dirigé par Alan Curtis. Premier enregistrement de l'œuvre.
- 2002 : Arias for Farinelli avec l'Akademie für Alte Musik dirigée par René Jacobs. Airs de Carlo Broschi, Hasse, Geminiano Giacomelli et Porpora.
- 2003 : Rinaldo (rôle-titre) de Haendel, avec Inga Kalna, Miah Persson, Dominique Visse, Lawrence Zazzo, James Rutherford dirigé par René Jacobs.
- 2003 : Bel Canto Arias avec l'Ensemble orchestral de Paris dirigé par John Nelson. Contient des airs d'opéras de Donizetti et Rossini.
- 2004 : La Santissima Trinità (rôle de Teologia) de Scarlatti avec Véronique Gens, Roberta Invernizzi, Richard Croft, Carlo Lepore accompagnés par l'Europa Galante dirigée par Fabio Biondi.
- 2005 : Bajazet d'Antonio Vivaldi avec Patrizia Ciofi, Elina Garanca, Marijana Mijanović, David Daniels, Ildebrando D’Arcangelo avec l'Europa Galante dirigée par Fabio Biondi.
- 2006 : Arias de Haendel et Hasse, accompagnée par Les Violons du Roy dirigés par Bernard Labadie. Contient des airs de Haendel et Johann Adolph Hasse.
- 2007 : Atenaide d'Antonio Vivaldi avec Paul Agnew, Sandrine Piau, Nathalie Stutzmann, Guillemette Laurens, Romina Basso, Stefano Ferrari, Modo Antiquo, dirigé par Federico Maria Sardelli.
- 2009 : Pyrotechnics, arias d'opéra de Vivaldi, accompagnée par Europa Galante de Fabio Biondi.